# Suisse aux Jeux olympiques de 1904
La Suisse participe aux Jeux olympiques d'été de 1904 à Saint-Louis, aux États-Unis. La délégation suisse compte deux athlètes : le gymnaste Adolf Spinnler et le lutteur Gustav Thiefenthaler. La délégation suisse remporte trois médailles : une d'or et deux de bronze. La Suisse se classe à la 10e place au tableau des médailles.

## Médailles
| Médaille                            | Nom                  | Sport       | Compétition                                            |
| ----------------------------------- | -------------------- | ----------- | ------------------------------------------------------ |
| Médaille d'or, Jeux olympiques      | Adolf Spinnler       | Gymnastique | Combiné 3 épreuves                                     |
| Médaille de bronze, Jeux olympiques | Adolf Spinnler       | Gymnastique | Concours multiple individuel gymnastique et athlétisme |
| Médaille de bronze, Jeux olympiques | Gustav Thiefenthaler | Lutte       | Poids mi-mouche                                        |